# Yttre-Stensträsket
Yttre-Stensträsket är en sjö i Piteå kommun i Norrbotten och ingår i Rosåns huvudavrinningsområde. Sjöns area är 0,008 kvadratkilometer och den befinner sig 26 meter över havet.